# Kirche von Ardre

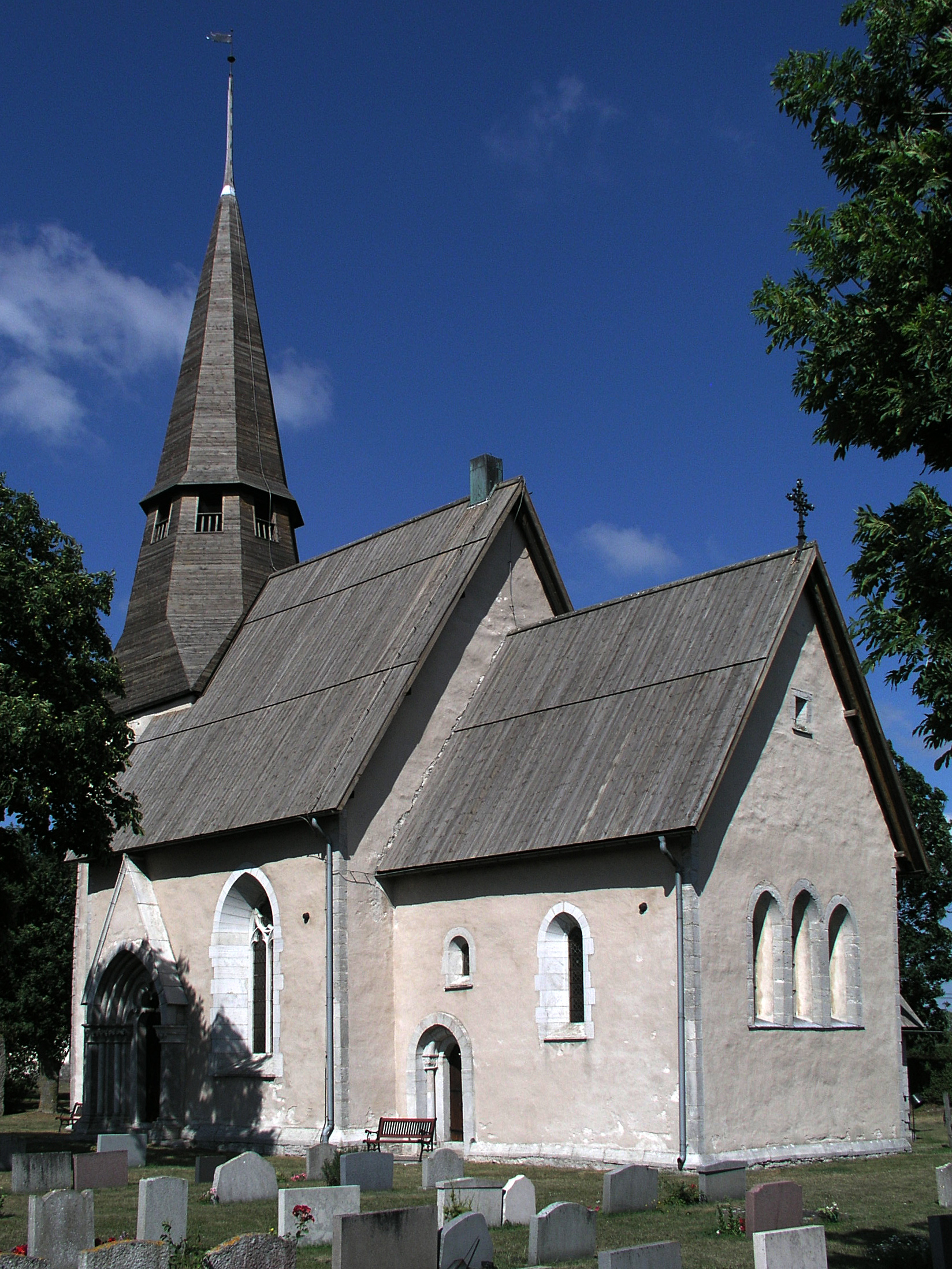
Die Kirche von Ardre

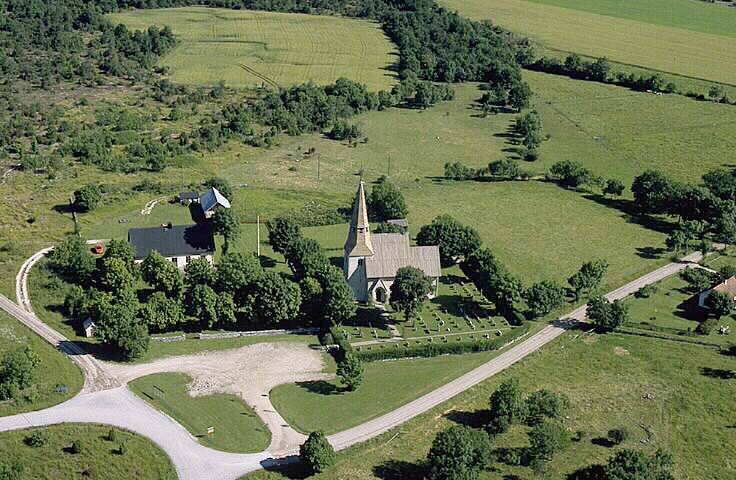
Die Kirche von Ardre

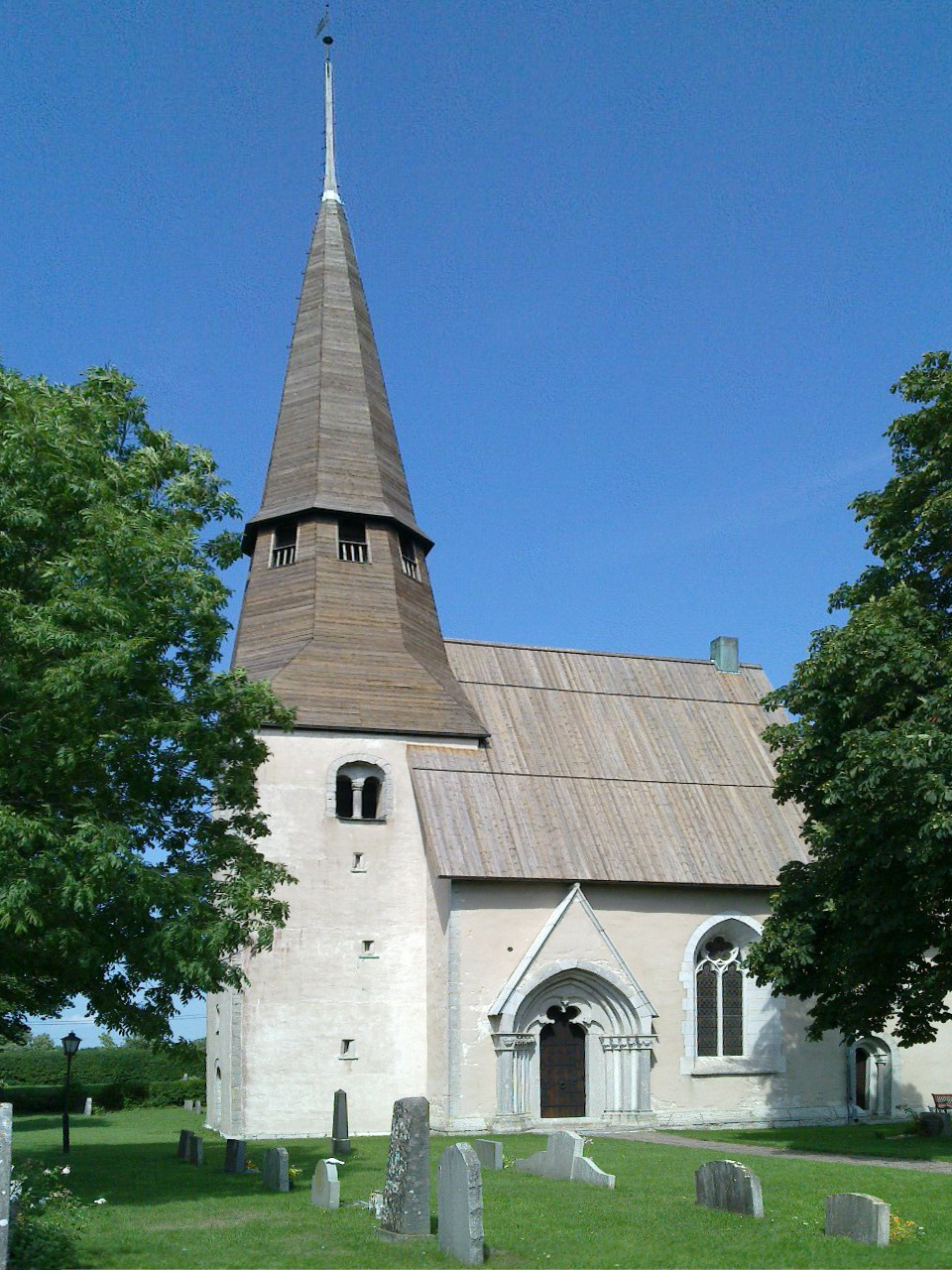
Die Kirche von Ardre

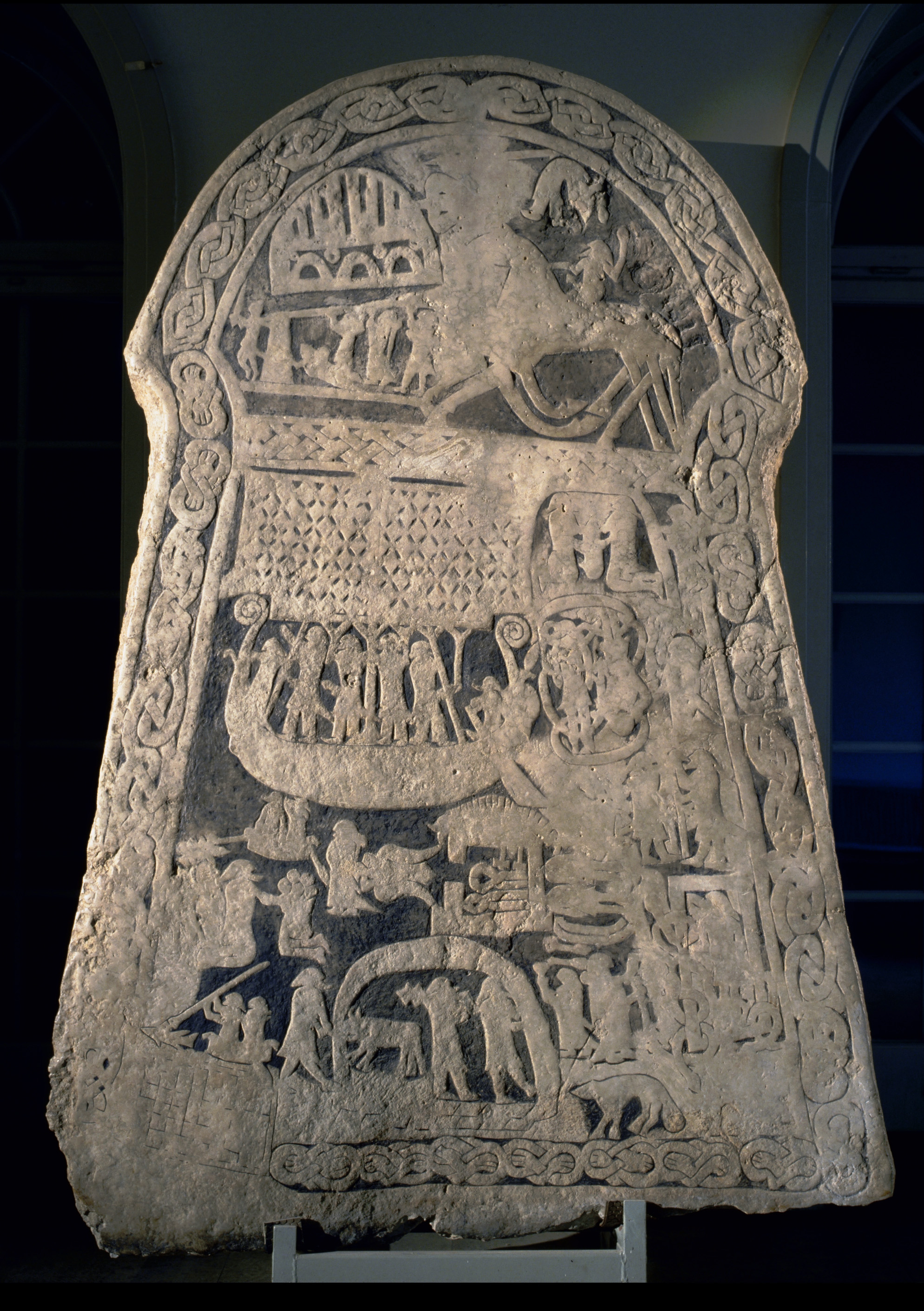
Bildstein "Ardre VIII" aus der Kirche

Die Kirche von Ardre (schwedisch Andre kyrka) ist eine Landkirche auf der schwedischen Insel Gotland. Sie gehört zum Kirchspiel (schwedisch socken) Ardre in der Kirchengemeinde (schwedisch församling) Garde im Bistum Visby.

## Lage
Die Kirche liegt  38 km südöstlich von Visby, 20 km südöstlich von Roma, 5 km nördlich von Ljugarn, 37 km südlich von Slite und 20 km nordöstlich von Hemse in der Nähe der Ostküste Gotlands.

## Kirchengebäude
Die Kirche aus verputztem Kalkstein ist eine der kleinsten auf Gotland. Sie ist mit einem Turm im romanischen Stil von ungefähr 1200 versehen. Der Turm hat eine hohe Spitze, die einer Glockenebene Raum bietet und mit Schallöffnungen und einem kleinen Schirmdach versehen ist. Die Haube von 1902 ersetzt eine gleichartigen Vorläufer.
Das Langhaus und der Chor wurden zusammen um 1250 herum gebaut. Die Sakristei ist neueren Datums und wurde 1802 gebaut. 1900–1902 wurde die Kirche umgebaut.
Der Chor hat ein kleines romanisches Portal, dessen Kapitell reich mit Skulpturen geschmückt ist, von ungefähr 1200. Es wurde von einer älteren Kirche, zu der der heutige Turm angebaut wurde, hierher verlegt.
Der Turm hat im Westen ein kleines und einfaches romanisches Portal. Zwei gotische Portale gehören zum Langhaus, eines mit einem hohen Giebelfeld im Süden und ein einfacheres im Norden. Der Chor, das Langhaus und die Turmkammer  werden jeweils von einem Zeltgewölbe gedeckt.
Der Innenraum ist stark von der Restaurierung von 1900 bis 1902 nach Plänen des Architekten Axel Herman Hägg geprägt. Von dieser stammt die Wand und Gewölbemalerei und die Kirchenbankeinrichtung, die den neugotischen Einschlag mit den von der aus der ersten Hälfte des 17. Jahrhunderts stammenden Kanzel entliehenen Motiven zusammenführt.
Die Kirche hat einige mittelalterliche Holzskulpturen:  Ein Triumphkreuz von der Mitte des 13. Jahrhunderts, ein Madonnenbild von ungefähr 1500 und ein Altarretabel vom Anfang des 14. Jahrhunderts. In der Dreiergruppe der Fenster des Chors gibt es Glasmalereien. Von diesen sind drei  von ungefähr 1300, die übrigen wurden 1902 von Carl Wilhelm Pettersson ausgeführt.
In ihrer heutigen Ausführung ist die Kirche eine Saalkirche mit eingezogenem, gerade schließendem Chor.    Das Satteldach der Kirche ist mit schwarzen Schindeln gedeckt.  Die Innenwände sind verputzt und der Innenraum ist von einem Zeltgewölbe gedeckt. Die Sakristei ist mit einem Trapezdach  gedeckt.

## Einrichtung
Der Taufstein stammt aus der ersten Hälfte des 13. Jahrhunderts.  
Die Orgel wurde 1990 von J Künkels orgelverkstad hergestellt. Das Orgelgehäuse  ist von T. Jangvik gefertigt  worden und stellt eine Kopie des Gehäuses von A. H. Häggs von 1902 dar.
Die Kirchenbänke stammen aus dem Jahr 1902.
Bei der von 1973 bis 1975 durchgeführten Restaurierung der Kirche wurden unter dem Fußboden acht Bildsteine freigelegt.

## Sonstiges
Westlich der Kirche liegen die ehemalige Schule (jetzt Kirchengemeindeheim) und die Grundmauern eines mittelalterlichen Kastals (Verteidigungs- bzw. Wachturm).

## Bilder

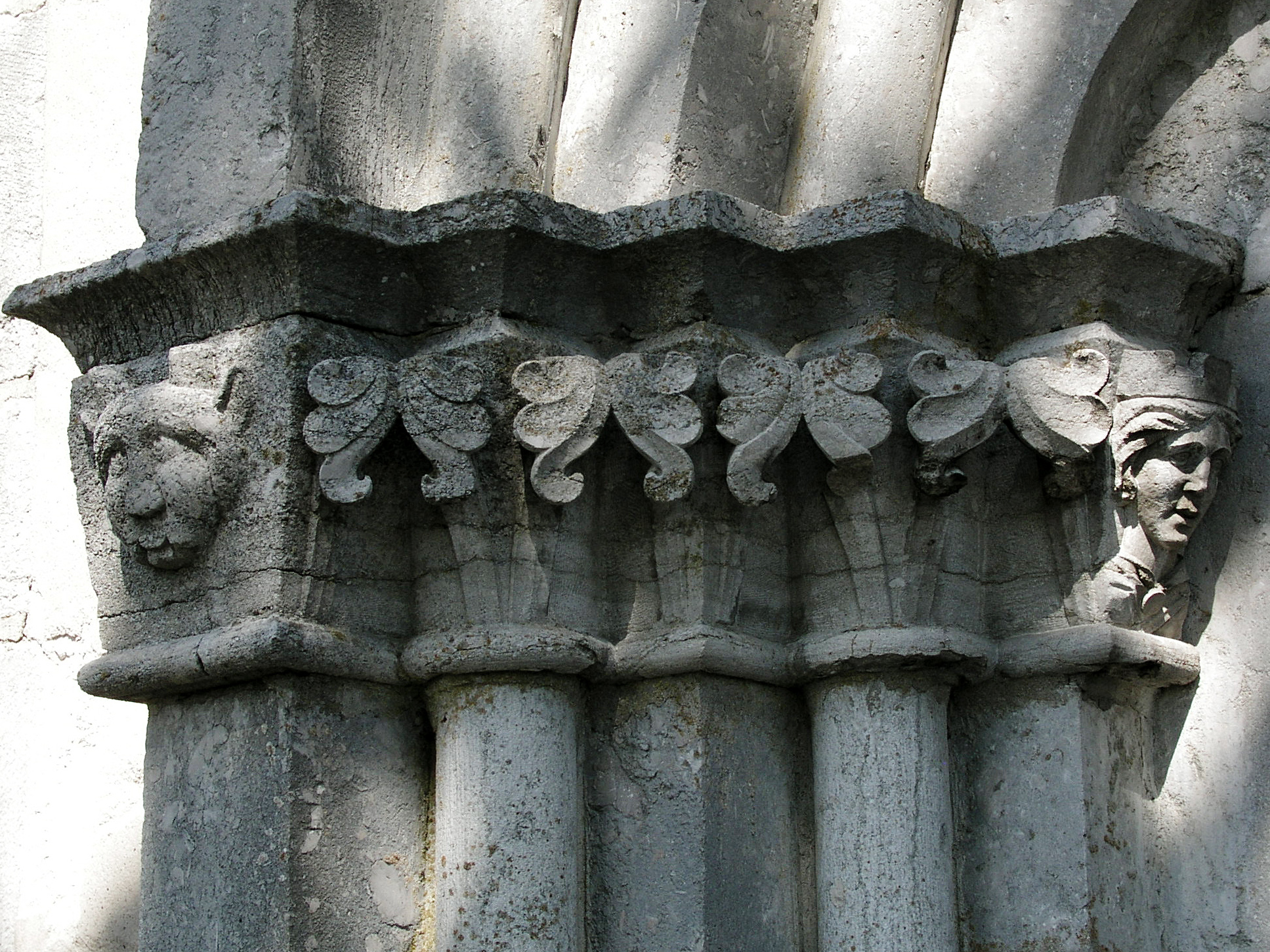
Figuren im Portal
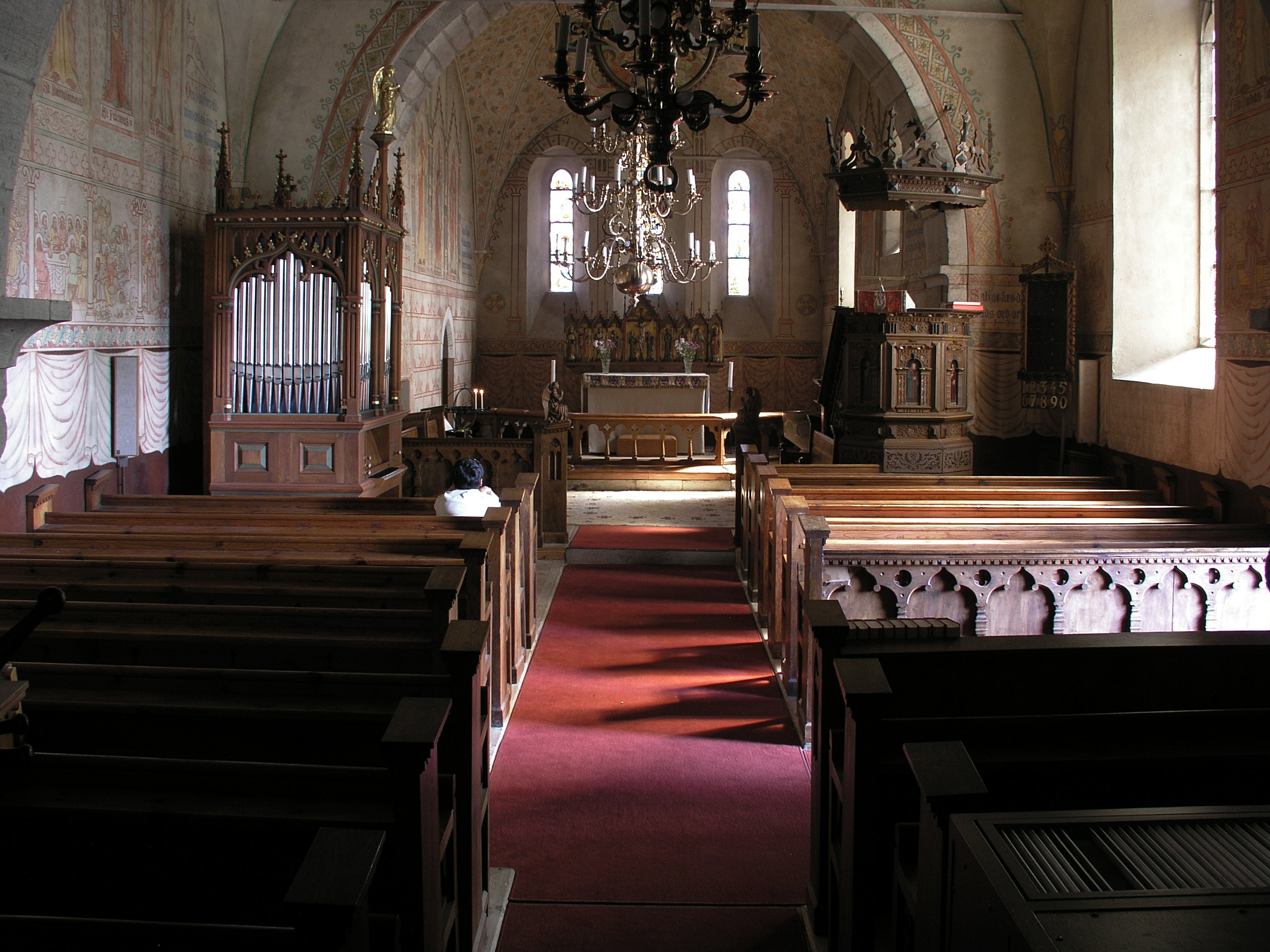
Kirchenschiff
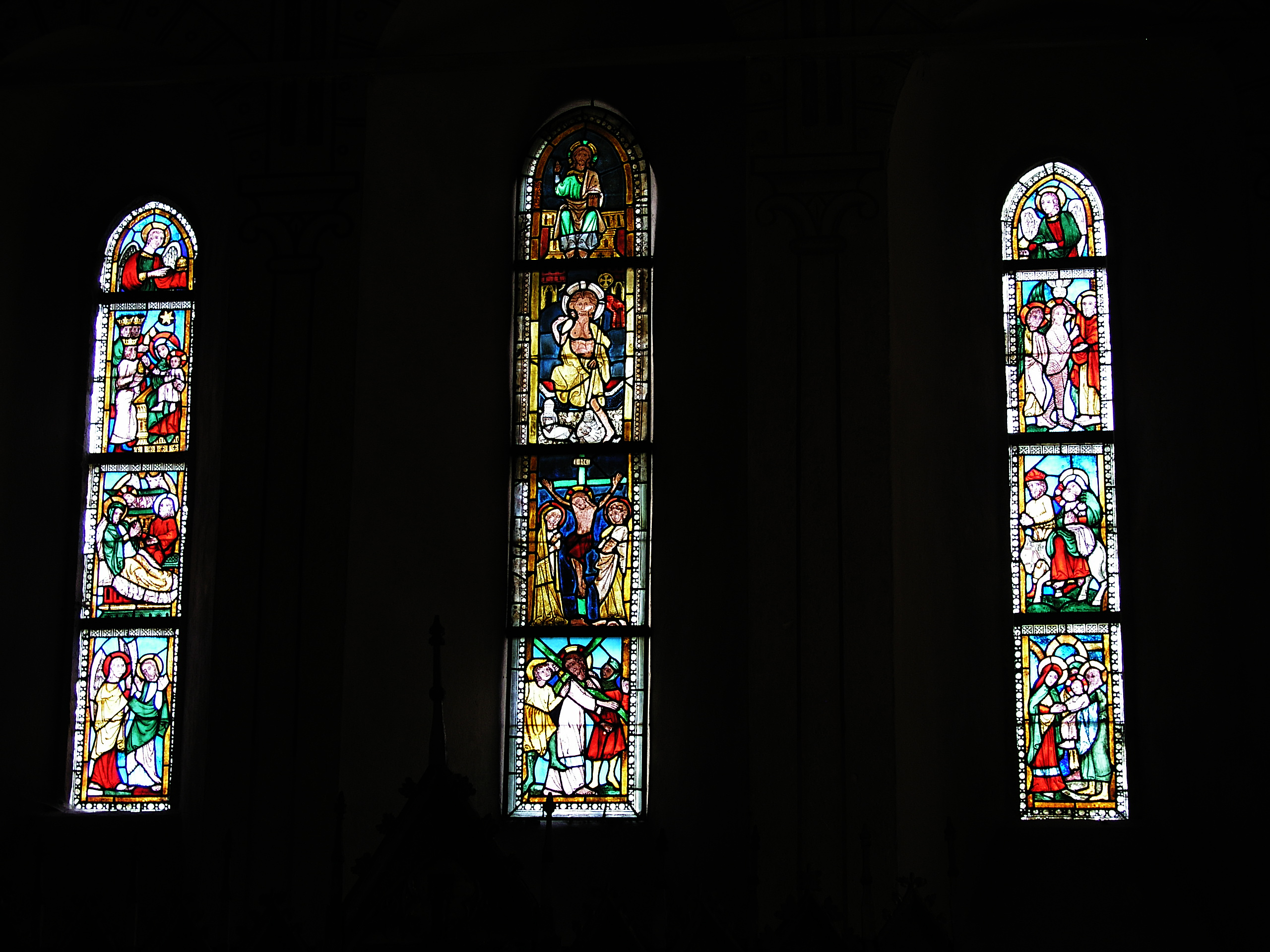
Kirchfenster
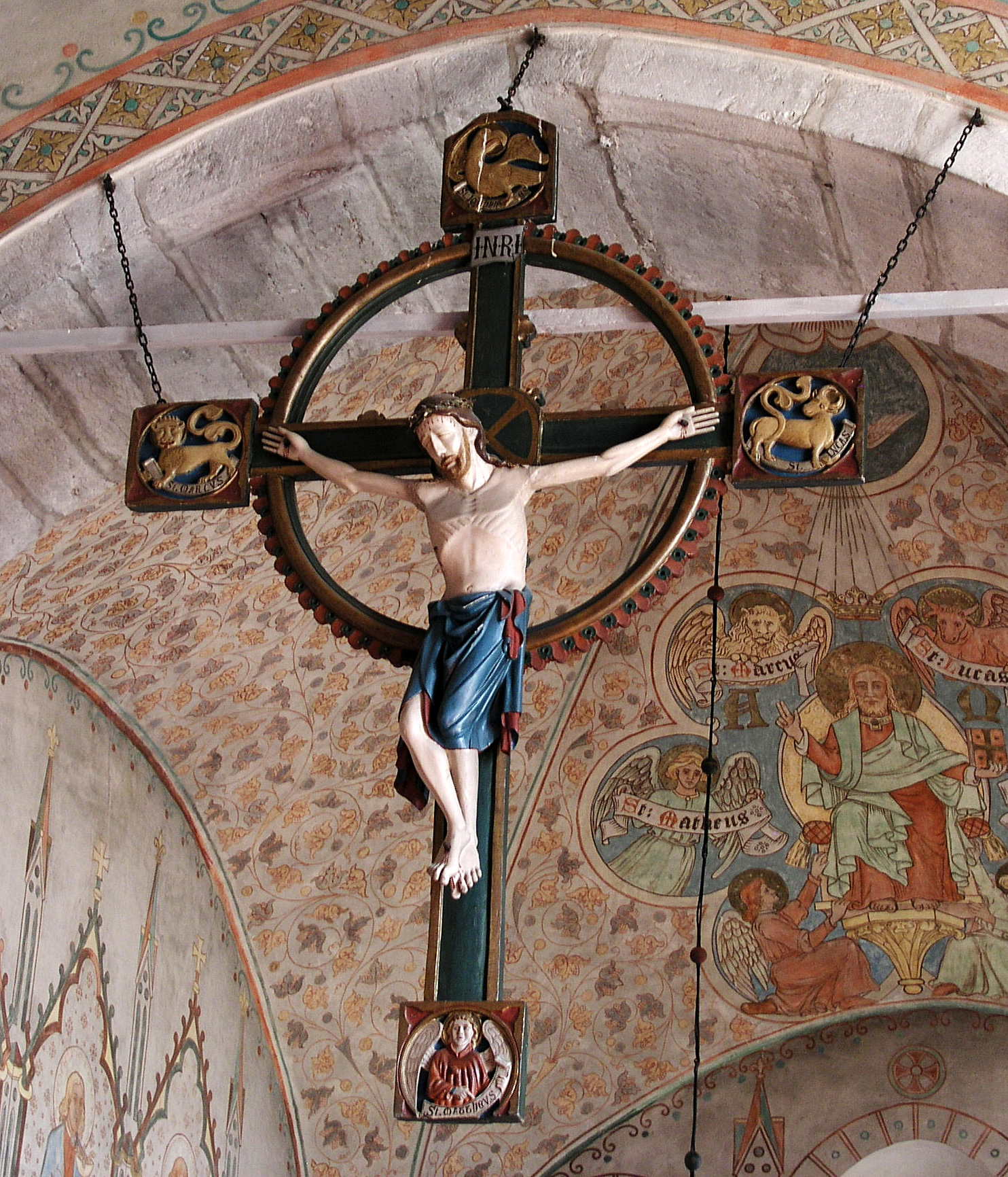
Kruzifix
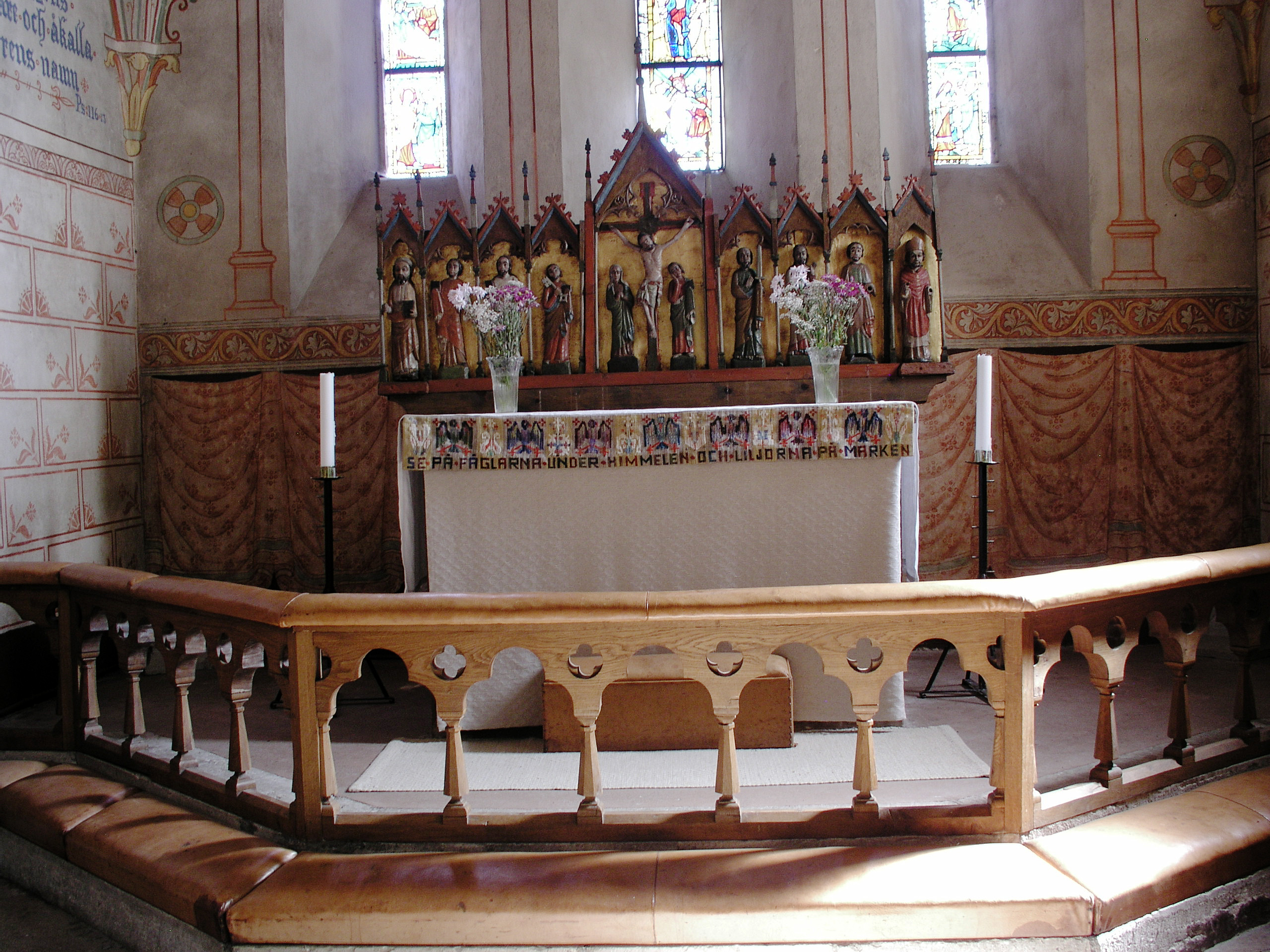
Altar
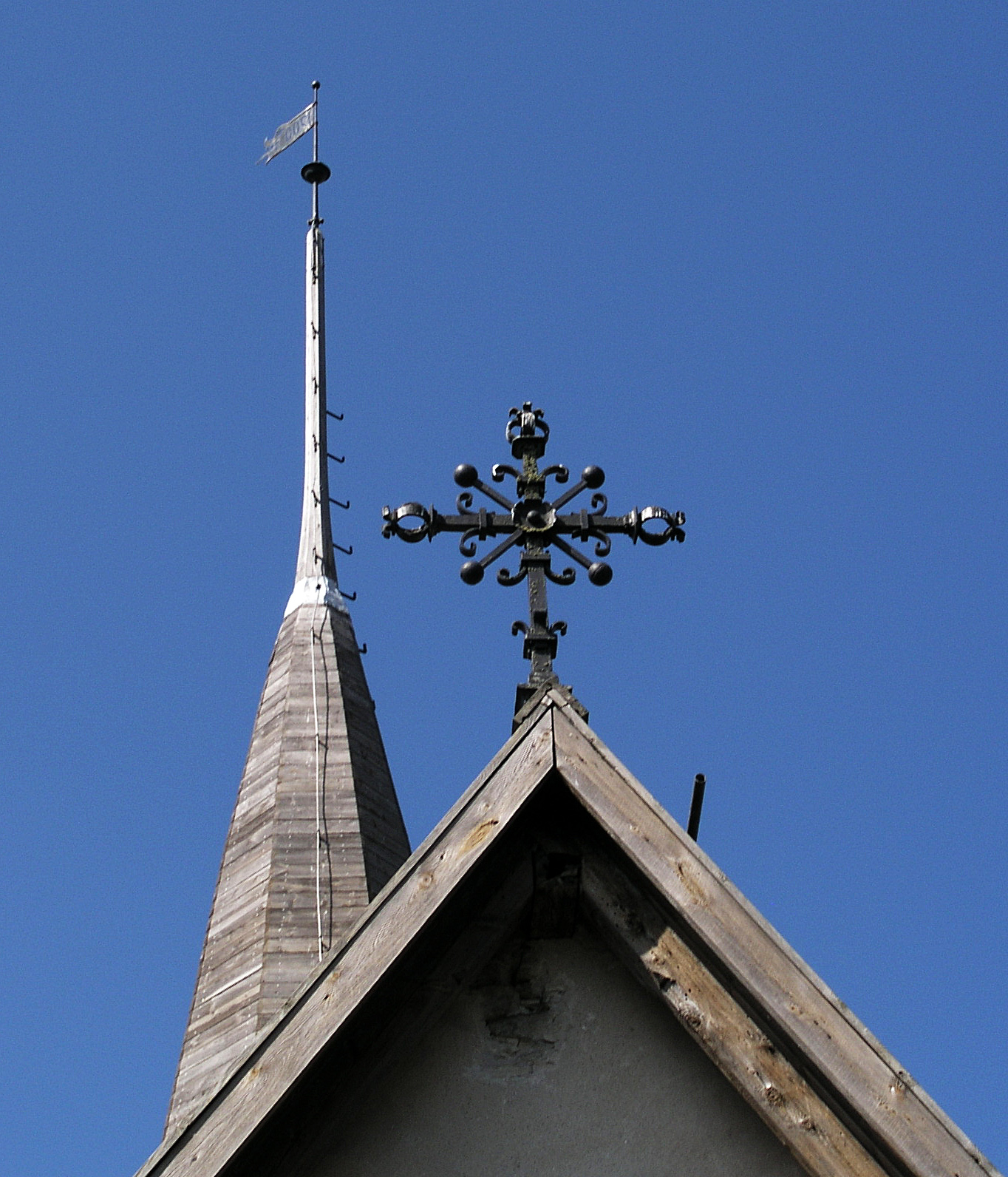
Turmspitze und Kreuz
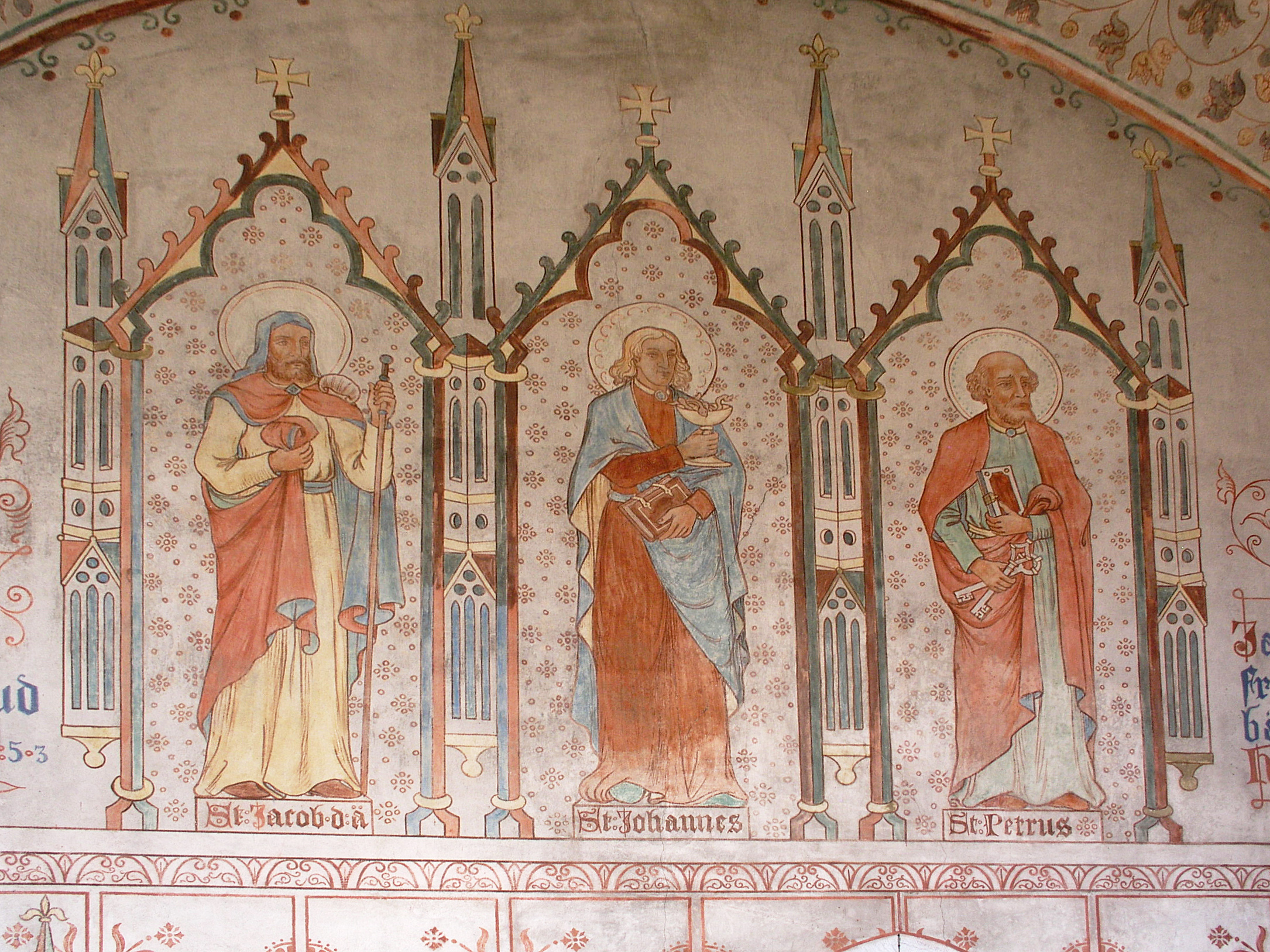
Wandmalereien auf Gotland